# Cunningham Lake
Cunningham Lake är en sjö i Kanada.   Den ligger i provinsen British Columbia, i den centrala delen av landet, 3 600 km väster om huvudstaden Ottawa. Cunningham Lake ligger 737 meter över havet. Arean är 32 kvadratkilometer. Den sträcker sig 5,7 kilometer i nord-sydlig riktning, och 19,9 kilometer i öst-västlig riktning.
I omgivningarna runt Cunningham Lake växer i huvudsak barrskog. Trakten runt Cunningham Lake är nära nog obefolkad, med mindre än två invånare per kvadratkilometer.